# Gmina Žabalj
Gmina Žabalj (serb. Opština Žabalj / Општина Жабаљ) – gmina w Serbii, w Wojwodinie, w okręgu południowobackim. W 2018 roku liczyła 25 156 mieszkańców.